# Robin Harris
Robin Hughes Harris (Chicago, 30 de agosto de 1953 - íb, 18 de marzo de 1990) fue un comediante y actor estadounidense.

## Biografía
A mediados de la década de 1980, Harris trabajó como maestro de ceremonias en el Teatro de la Comedia. Su humor de la "vieja escuela" comenzó a ganarle un público mayoritario. Debutó como actor interpretando a un camarero en I'm Gonna Git You Sucka (1988). También tuvo un papel en Do the Right Thing (1989) de Spike Lee, interpretando a "Sweet Dick Willie". En 1990 interpretó el papel de Pop en House Party y acto seguido apareció en una nueva película de Spike Lee, Mo' Better Blues.
El 18 de marzo de 1990 el actor falleció a causa de un paro cardíaco en un cuarto de hotel de su natal Chicago.